# Eratoneura clavipes
Eratoneura clavipes är en insektsart som först beskrevs av Beamer 1931.  Eratoneura clavipes ingår i släktet Eratoneura och familjen dvärgstritar. Inga underarter finns listade i Catalogue of Life.